# Wang Kai
Wang Kai (chino simplificado= 王凯, chino tradicional= 王凱, Pinyin= Wáng Kǎi), es un actor y cantante chino.

## Biografía
Se graduó del Academia Central de Arte Dramático (inglés: "Central Academy of Drama").
Es buen amigo de los actores Ma Tianyu, Darren Wang y Yang Shuo, así como de la actriz Liu Tao.

## Carrera
Es miembro de la agencia "Daylight Entertainment". En febrero del 2016 cofundó "Deshe Entertainment (Tianjin) Ltd.", el co-inversor de la compañía es "Daylight Entertainment". En diciembre del 2019 anunció que había abierto su propia compañía.
El 20 de febrero del 2010 apareció por primera vez como invitado en el programa chino Happy Camp junto a Ulgy Wudi, Liu Xiaohu, Mao Junjie, Wu Qijiang, Li Xinru, Hey Girl y The Eighteen Bronze. Más tarde el 24 de diciembre del 2016 regresó al programa donde participó junto a Jackie Chan, Darren Wang, Huang Zitao, Sang Ping, Ding Cheng y Zhang Xi. Finalmente su última aparición en el programa fue el 13 de enero del 2018 donde apareció junto a Ma Tianyu, Darren Wang y Ye Zuxin.
El 4 de diciembre del 2014 se unió al elenco principal de la película A Murder Beside Yanhe River donde interpretó a Huang Kegong, un general del Ejército Rojo de Trabajadores y Campesinos de China, que dispara y mata a la joven estudiante llamada Liu Qian (Ma Weiwei).
En agosto del 2015 se unió al elenco de la serie The Disguise donde dio vida al asistente Ming Cheng (Ah-Cheng), el hermano de Ming Tai (Hu Ge), Ming Lou (Jin Dong) y Ming Jing (Liu Mintao).
El 19 de septiembre del mismo año se unió al elenco principal de la serie Nirvana in Fire donde interpretó a Xiao Jingyan, el Príncipe Jing, el amigo de la infancia de Mei Changsu (Hu Ge), hasta el final de la serie el 15 de octubre del mismo año.
El 15 de octubre del mismo año se unió al elenco de la serie Love Me If You Dare donde dio vida al duro y talentoso Li Xunran, un excelente oficial de la policía y el amigo de la infancia de Jenny (Ma Sichun).
En el 2016 se unió al elenco de la serie Legend of Nine Tails Fox donde interpretó al exorcista Shi Taipu.
En abril del mismo año se unió al elenco de la primera temporada de la serie Ode to Joy donde dio vida a Zhao Qiping, un médico en jefe en un hospital de renombre conocido por su ejemplar formación académica e inmaculada actitud en el trabajo, que cuando está fuera del trabajo muestra una actitud carismática y coqueta que cuando conoce a Qu Xiaoxiao (Wang Ziwen) se enamora de ella, hasta el final de la serie el 10 de junio del 2017 al finalizar la segunda temporada.
El 24 de octubre del mismo año se unió al elenco principal de la serie When a Snail Falls in Love donde interpretó al detective Ji Bai, el líder del Equipo de la Unidad de Crímenes Violentos del Departamento de la Policía de Ling, hasta el final de la serie el 12 de diciembre del mismo año.
El 11 de diciembre del mismo año se unió al elenco principal de la serie Stay with Me donde dio vida a Chen Yidu, el CEO de Du y el exnovio de Li Weiwei (Joe Chen), hasta el final de la serie el 2 de enero del 2017.
El 31 de marzo del 2017 se unió al elenco de la película The Devotion of Suspect X donde interpretó al consultor de la policía Tang Chuan.
El 18 de enero del 2018 se unió al elenco principal de la película A Better Tomorrow 2018 (英雄本色2018) donde dio vida a Zhou Kai, un miembro de una red de contrabando que es incriminado por sus propios socios y enviado a prisión.
El 10 de diciembre del mismo año se unió al elenco principal de la serie Like a Flowing River donde interpretó al ingeniero técnico Song Yunhui, un hombre naturalmente dotado que proviene de una familia oprimida por el gobierno, hasta el final de la serie el 4 de enero del mismo año.
El 4 de mayo del 2019 se unió al elenco principal el programa chino Youth Periplous, donde es miembro hasta ahora.
El 7 de abril del 2020 se unió al elenco principal de la serie Serenade of Peaceful Joy (previamente conocida como "Held in the Lonely Castle") donde interpreta al Emperador Renzong de Song, un hombre benevolente y misericordioso que trae una de las épocas más prósperas en la economía y cultura de la Dinastía Song, pero que recibe oposición de los funcionarios conservadores mientras intenta implementar las reformas progresivas de Qingli, hasta ahora.
El 14 de abril del mismo año se unió al elenco principal de la serie Hunting donde dio vida a Xia Yuan, hasta el final de la serie el 7 de mayo del mismo año.
Ese mismo año se unirá al elenco principal de la película Dynasty Warriors donde interpretará a Cao Cao, el último primer ministro de la dinastía Han de la antigua China.
También interpretará nuevamente a Yunhui en la segunda temporada de Like a Flowing River 2.

## Filmografía

### Series de televisión
| Año             | Título                       | Personaje                             | Notas                |
| --------------- | ---------------------------- | ------------------------------------- | -------------------- |
| 2021 - presente | Faith Makes Great            | Gao Fei                               |                      |
| 2021            | Minning Town                 | Secretario Pan                        | (aparición especial) |
| 2020 - 2021     | Like a Flowing River 2       | Song Yunhui                           | 39 episodios         |
| 2020            | Hunting                      | Xia Yuan                              | 44 episodios         |
| 2020            | Serenade of Peaceful Joy     | Zhao Zhen / Emperador Renzong de Song | 69 episodios         |
| 2018 - 2019     | Like a Flowing River         | Song Yunhui                           | 47 episodios         |
| 2017            | Ode to Joy 2                 | Dr. Zhao Qiping                       |                      |
| 2016 - 2017     | Stay with Me                 | Chen Yidu                             | 38 episodios         |
| 2016            | When a Snail Falls in Love   | Det. Ji Bai                           | 21 episodios         |
| 2016            | Ode to Joy                   | Dr. Zhao Qiping                       |                      |
| 2016            | Half the Sky                 | Wu Dawei                              |                      |
| 2016            | Legend of Nine Tails Fox     | Shi Taipu / Shi Sheng                 |                      |
| 2015            | Love Me If You Dare          | Li Xunran                             | 24 episodios         |
| 2015            | Nirvana in Fire              | Xiao Jingyan, Príncipe Jing           | 45 episodios         |
| 2015            | The Disguiser                | Ming Cheng                            | 48 episodios         |
| 2015            | Once Upon a Time in Tsingtao | Liu Chengzhi                          |                      |
| 2015            | Waiting For You              | Qu He                                 | 38 episodios         |
| 2014            | All Quiet in Peking          | Fang Mengwei                          |                      |
| 2013            | New Detective Squad          | Gongsun Ze                            | 35 episodios         |
| 2012            | Youth                        | Qi Yong                               |                      |
| 2011            | Guns Hou                     | Dai Dao                               |                      |
| 2010            | Calling For Love             | Wang Rui                              |                      |
| 2008 - 2010     | Ugly Wudi                    | Chen Jiaming                          |                      |
| 2008            | Water Point Peach Blossom    | Xu Yilin                              |                      |
| 2006            | Cold Autumn                  | Huang Yuanshang                       |                      |

### Películas
| Año  | Título                      | Personaje    | Notas                                                                             |
| ---- | --------------------------- | ------------ | --------------------------------------------------------------------------------- |
| 2020 | Dynasty Warriors            | Cao Cao      | junto a Louis Koo, Carina Lau, Tony Yang, Han Geng y Gulnazar                     |
| 2018 | A Better Tomorrow 2018      | Zhou Kai     | junto a Darren Wang, Ma Tianyu, Yu Ailei, Lam Suet y Wu Yue                       |
| 2017 | The Devotion of Suspect X   | Tang Chuan   | junto a Ruby Lin, Zhang Luyi, Hou Minghao y Ye Zu Xin                             |
| 2016 | Railroad Tigers             | Fan Chuan    | junto a Jackie Chan, Huang Zitao, Darren Wang y Sang Ping                         |
| 2014 | A Murder Beside Yanhe River | Huang Kegong | junto a Cheng Taishen, Ma Weiwei, Huang Haibing y Dai Jiang                       |
| 2014 | The Golden Era              | Jin Yi       | junto a Feng Shaofeng, Tang Wei, Zhu Yawen, Huang Xuan, Wang Qianyuan y Yuan Quan |
| 2013 | A Young Girl's Destiny      | Hao Chen     |                                                                                   |
| 2012 | My Puppy My Love            | Shi Luwei    |                                                                                   |

### Programas de variedades
| Año                    | Programa                       | Notas                  |
| ---------------------- | ------------------------------ | ---------------------- |
| 2019                   | Youth Periplous                | 12 episodios - miembro |
| 2010, 2015, 2016, 2018 | Happy Camp                     | 4 episodios - invitado |
| 2017                   | National Treasure (国家宝藏)   | (ep. #1) - invitado    |
| 2016                   | Fighting Man (我们战斗吧)      | 12 episodios - miembro |
| 2016                   | Crossover Singer S1 (跨界歌王) | concursante            |
| 2015                   | Run for Time S1 (全员加速中)   | invitado               |
| 2015                   | Day Day Up                     | invitado'              |
| 2014                   | Crazy Star Travel (疯狂星旅行) | miembro                |

### Eventos
| Año  | Título                                                                     | Notas                           |
| ---- | -------------------------------------------------------------------------- | ------------------------------- |
| 2021 | 2020 Weibo Night                                                           |                                 |
| 2020 | Beijing TV 2020 Spring Festival Gala                                       |                                 |
| 2020 | 2019 China Literature Super IP Gala                                        | en Shanghái                     |
| 2019 | Dongfang/Dragon - New Year’s Eve Gala (TV New Year Countdown Concert 2020) | (CCTV’s New Year Music Concert) |
| 2019 | 6th The Actors of China Annual Gala                                        |                                 |
| 2019 | 2019 L’Officiel Fashion Night                                              |                                 |
| 2017 | Birthday Fanmeet                                                           | [ 19 ]                          |

### Revistas / sesiones fotográficas
| Año  | Título                  | Notas                    |
| ---- | ----------------------- | ------------------------ |
| 2020 | L’Officiel Hommes China | (publicación de julio)   |
| 2020 | 出色WSJ                 | (publicación de febrero) |
| 2016 | Men's Uno               | [ 20 ]                   |

## Discografía

### Singles
| Año  | Canción                                           | Álbum                         | Notas                                       |
| ---- | ------------------------------------------------- | ----------------------------- | ------------------------------------------- |
| 2018 | Like a Flowing River (大江大河)                   | OST de "Like a Flowing River" |                                             |
| 2016 | Playing My Beloved Folk Lute (弹起我心爱的土琵琶) | OST de "Railroad Tigers"      | junto a Darren Wang, Wu Yonglun y Sang Ping |
| 2016 | Big Brother (大哥)                                | OST de "Railroad Tigers"      | junto a Darren Wang, Wu Yonglun y Sang Ping |
| 2015 | Loyal Blood Forever Runs Red (赤血长殷)           | OST de "Nirvana in Fire"      |                                             |
| 2013 | Exploration of the World (探世界)                 | OST de "New Detective Squad"  |                                             |

### Álbumes
| Año  | Título                | Notas |
| ---- | --------------------- | ----- |
| 2018 | World of One (画外音) |       |

### Otras canciones
| Año  | Título     | Álbum                                                  | Notas                                                                                            |
| ---- | ---------- | ------------------------------------------------------ | ------------------------------------------------------------------------------------------------ |
| 2020 | Last Dance |                                                        | (Canción interpretada durante el Zhejiang TV 2021 New Year Countdown Gala)                       |
| 2020 | 友情歲月   |                                                        | (Canción interpretada durante el Zhejiang TV 2021 New Year Countdown Gala)                       |
| 2020 | 战疫       | Lanzado por China Federation of Literary & Art Circles | (Canción y mensajes para apoyar a quienes luchan contra el coronavirus) - junto a otros artistas |

## Embajador
Fue nombrado embajador del evento "1219 Long Love" en Beijing, también fue nombrado embajador de seguridad del tráfico de Beijing.

## Apoyo a caridad
Fue parte de la campaña de caridad de la cantante Han Hong, la cual consistió en brindar asistencia médica a la gente de Gansu.
Participó en el programa "Greater China's Breast Cancer Awareness Pink Ribbon" de la compañía Estée Lauder, el cual consistió en la concientización sobre el cáncer de mama. Por otro lado sus fanes han realizado donaciones a las áreas más desfavorecidas en nombre de sus personajes, entre ellos: Ming Cheng, Xiao Jingyan, Fang Mengwei, Qi Yong y Liu Chengzhi.

## Premios y nominaciones
| Año  | Categoría                           | Premio                                             | Trabajo                                   | Resultado |
| ---- | ----------------------------------- | -------------------------------------------------- | ----------------------------------------- | --------- |
| 2019 | Best Actor                          | 25th Shanghai Television Festival                  | Like a Flowing River                      | Nominado  |
| 2019 | Quality Star of the Year            | 4th China Quality Television Drama Ceremony        | -                                         | Ganó      |
| 2018 | Television Actor of the Year        | 3rd Tencent Video Star Award                       | -                                         | Ganó      |
| 2018 | Generation Creativity Award         | L'Officiel Fashion Night                           | -                                         | Ganó      |
| 2018 | Best Anticipated Actor by the Media | 3rd China Television Drama Quality Ceremony        | -                                         | Ganó      |
| 2018 | Male God Award                      | Weibo Award Ceremony                               | -                                         | Ganó      |
| 2017 | Beautiful Person of the Year        | Cosmo Beauty Ceremony                              | -                                         | Ganó      |
| 2017 | Talented Actor of the Year          | Jinri Toutiao Award Ceremony                       | -                                         | Ganó      |
| 2017 | Most Attractive Celebrity           | BAZAAR Men of the Year Award Ceremony              | -                                         | Ganó      |
| 2017 | Influential Actor of the Year       | Weibo Movie Awards Ceremony                        | The Devotion of Suspect X                 | Ganó      |
| 2017 | Most Promising Actor                | Jinri Toutiao "Super Star" Award Ceremony          | -                                         | Ganó      |
| 2017 | Most Beautiful Performance          | Weibo Award Ceremony                               | -                                         | Ganó      |
| 2017 | Most Marketable Actor               | 2nd China Television Drama Quality Ceremony        | When a Snail Falls in Love y Stay with Me | Ganó      |
| 2016 | Best Television Actor               | 1st Tencent Video Star Award                       | When a Snail Falls in Love                | Ganó      |
| 2016 | Best Actor                          | 19th Huading Award                                 | The Disguiser                             | Nominado  |
| 2016 | Person of the Year                  | Baidu Award                                        | -                                         | Ganó      |
| 2016 | Most Influential Idol               | Cosmo Beauty Ceremony                              | -                                         | Ganó      |
| 2016 | Most Charismatic Actor              | L'Officiel Fashion Night                           | -                                         | Ganó      |
| 2016 | Most Popular Actor                  | Vision Youth Award                                 | -                                         | Ganó      |
| 2016 | Most Popular Actor                  | 11th China Golden Eagle TV Arts Festival           | All Quiet in Peking                       | Nominado  |
| 2016 | Best Actor                          | 28th Golden Eagle Award                            | All Quiet in Peking                       | Nominado  |
| 2016 | Best Supporting Actor               | 3rd Asia Rainbow TV Award                          | Nirvana in Fire                           | Ganó      |
| 2016 | Best Supporting Actor               | 22nd Shanghai Television Festival                  | Nirvana in Fire                           | Nominado  |
| 2016 | Most Popular Actor                  | 1st China Quality Television Drama                 | Nirvana in Fire                           | Ganó      |
| 2016 | Person of the Year                  | Weibo Night Award                                  | Nirvana in Fire                           | Ganó      |
| 2015 | Most Popular TV Actor of the Year   | 15th "Wind from the East" Influential Entertainers | Nirvana in Fire                           | Ganó      |
| 2015 | Most Popular Actor (Mainland China) | 7th China TV Drama Award                           | Nirvana in Fire                           | Ganó      |
| 2015 | Rising Actor Award                  | 7th China TV Drama Award                           | -                                         | Ganó      |
| 2015 | Artist of the Year                  | 14th China's Annual Top List                       | -                                         | Ganó      |
| 2015 | Most Charismatic Man                | Sohu Fashion Award                                 | -                                         | Ganó      |
| 2015 | Television Star of the Year         | Tencent White Paper                                | -                                         | Ganó      |
| 2015 | Beautiful Idol Award                | Cosmo Beauty Ceremony                              | -                                         | Ganó      |
| 2014 | Best New Actor                      | 9th Chinese Young Generation Film Forum Award      | A Murder Beside Yanhe River               | Ganó      |